# Harpford
Harpford – wieś w Anglii, w Devon, w dystrykcie East Devon. Leży na wschodnim brzegu rzeki Otter, 17,3 km na wschód od miasta Exeter, 71 km od miasta Plymouth i 241,4 km od Londynu. W latach 1870–1872 parish liczyła 243 mieszkańców.